# 福岡市立吉塚小学校
福岡市立吉塚小学校（ふくおかしりつ よしづかしょうがっこう）は、福岡県福岡市博多区吉塚二丁目にある公立小学校。

## 歴史
- 昭和2年（1927年） - 堅粕小学校から分離。
- 昭和6年（1931年） - 850名の児童とともに吉塚尋常小学校として創立。
- 昭和16年（1941年） - 国民学校令により吉塚国民学校となる。
- 昭和22年（1947年） - 学制改革により現校名に改称。
- 昭和32年（1957年） - 東吉塚小学校が分離独立。
- 昭和36年（1961年） - 火災により、校舎の大部分を焼失。
- 昭和37年（1962年） - 防音鉄筋校舎へ改築する。
- 平成11年（1999年） - 大規模改修工事。
- 平成21年（2009年） - 夏休み期間中に校舎耐震補強工事を実施。

## 通学区域
以下の博多区内の各地域。
- 大字下臼井
- 吉塚1,2,3,4,5丁目の一部
- 榎田1,2丁目
- 大字堅粕
- 千代1丁目の一部
- 豊1,2丁目

博多区北部の博多駅北東部・吉塚駅南東部の一帯。校区北部の吉塚地区は吉塚駅に近く、住宅地となっている。校区南部の榎田・豊地区は国道3号福岡南バイパスや空港通りといった幹線道路や都市高速空港通ランプがあり、事業所が多い。大字下臼井や大字堅粕は福岡空港敷地内。
中学校については、隣の東吉塚小学校校区内にある吉塚中学校の校区となる。

### 校区内の主な施設
- 吉塚カトリック教会
- 吉塚ゆりの樹幼稚園
- 吉塚カトリック保育園
- 明光寺
- 東光院
- 西林寺
- 福岡空港国内線ターミナル、福岡空港警察署

### 校区が隣接する小学校
- 福岡市立東吉塚小学校
- 福岡市立席田小学校
- 福岡市立東光小学校
- 福岡市立堅粕小学校
- 福岡市立千代小学校